# 大森なるみ
大森 成美（おおもり なるみ、1995年9月7日 - ）は、日本のタレント、女優、モデルである。
神奈川県出身。旧芸名「大森なるみ」→「吉坂みなみ」（よしざか みなみ）。

## 略歴
雑誌『小学五年生』、『小学六年生』でグランプリを2年間連続で獲得しモデルとして活躍。その後、2008年度ハナチューモデルオーディションに合格し、雑誌『Hanachu』のモデルとなる。
2008年7月、チャームキッズを卒業（退所）。その後吉坂みなみと改名したが、2013年からプラチナムプロダクションに移籍し、本名の「大森成美」として活動。同年9月、ミスFLASH2014にエントリーするが、セミファイナル30人の中に入ることは出来なかった。
2014年10月27日、学業専念の為にプラチナムプロダクションを退所した。

## 人物
- 好きな食べ物は焼肉。
- 妹は森まお。苗字は違うが、実の妹[3]。他に4歳年上の兄がいる。

## 出演

### 雑誌
- Lemon Teen Plus Vol.10

### テレビ
- 金曜プレステージ「お母さん ぼくが生まれてごめんなさい」（2007年、フジテレビ） - 矢城薫 役

### DVD
- milk chocolate No.7　大森なるみ 10歳
- 美少女レッスン〜少女たちの季節〜vol.62 ファーストレッスン大森なるみ
- 美少女レッスン〜少女たちの季節〜Vol.91 セカンドレッスン大森なるみ
- 美少女レッスン〜少女たちの季節〜Vol.115 サードレッスン大森なるみ
- 美少女レッスン〜少女たちの季節〜Vol.139 フォースレッスン大森なるみ
- 2006年チャームキッズクリスマス祭り